# Djibouti (ville)
Pour les articles homonymes, voir Djibouti (homonymie).
Djibouti (auparavant « district de Djibouti ») est la capitale de la république de Djibouti et l'une des six divisions administratives régionales du pays. S'étendant sur une superficie de 69,5 km2, la ville de Djibouti est peuplée en 2018 d’environ 600 000 habitants, soit plus des deux tiers de la population totale du pays.
Fondés en 1888 par les Français qui occupaient déjà Obock, la ville de Djibouti et son port occupent une situation stratégique à l'ouest du golfe d'Aden, escale entre la mer Méditerranée et l'océan Indien et principal accès à la mer de l'Éthiopie. Depuis la fin du XIXe siècle, la ville accueille une grande partie de la population du territoire et abrite ses principales activités économiques et culturelles.

## Histoire
L'échange de notes franco-britanniques des 2 et 9 février 1888 fixe la limite territoriale entre les colonies des deux pays. Il laisse explicitement sous autorité française les côtes méridionales du golfe de Tadjoura, y compris une presqu’île composée de plateaux insubmersibles, le ras Djiboutil. C'est alors que ce point commence à être utilisé comme départ pour des caravanes vers Harar. Une petite ville y est fondée en 1888, protégée par des troupes « sénégalaises » et sous l'autorité d'un fils du notable afar Abu Bakr Burhan. Elle se développe rapidement, passant de 1 200 habitants en 1893 à 5 561 en 1906.
Le port de Djibouti devient une escale des Messageries maritimes sur la route entre la France, Madagascar et l'Indochine en novembre 1895. Le chef-lieu de la colonie y est transféré officiellement depuis Obock en mars 1896, à l'occasion de la création de la Côte française des Somalis. Djibouti devient le point de départ du Chemin de fer djibouto-éthiopien, construit par des sociétés françaises entre 1897 et 1917, et qui amène à Addis-Abeba, capitale de l'Éthiopie.
Sa situation géographique est aussi utilisée pour le commerce des armes, activité répandue dans le golfe d'Aden et en Somalie. Le gouvernement français s'engage en 1909 aux côtés du Royaume-Uni et de l'Italie contre les ventes illégales.
En 1939, la population de la ville est de 16 000 habitants, avant de descendre à 6 000 en 1942 à la suite des expulsions réalisées par l'administration qui organise un rationnement alimentaire. En 1966, la population de Djibouti est estimée à 60 000 personnes, pour croitre à 150 000 habitants après l'indépendance, en 1983.

## Géographie

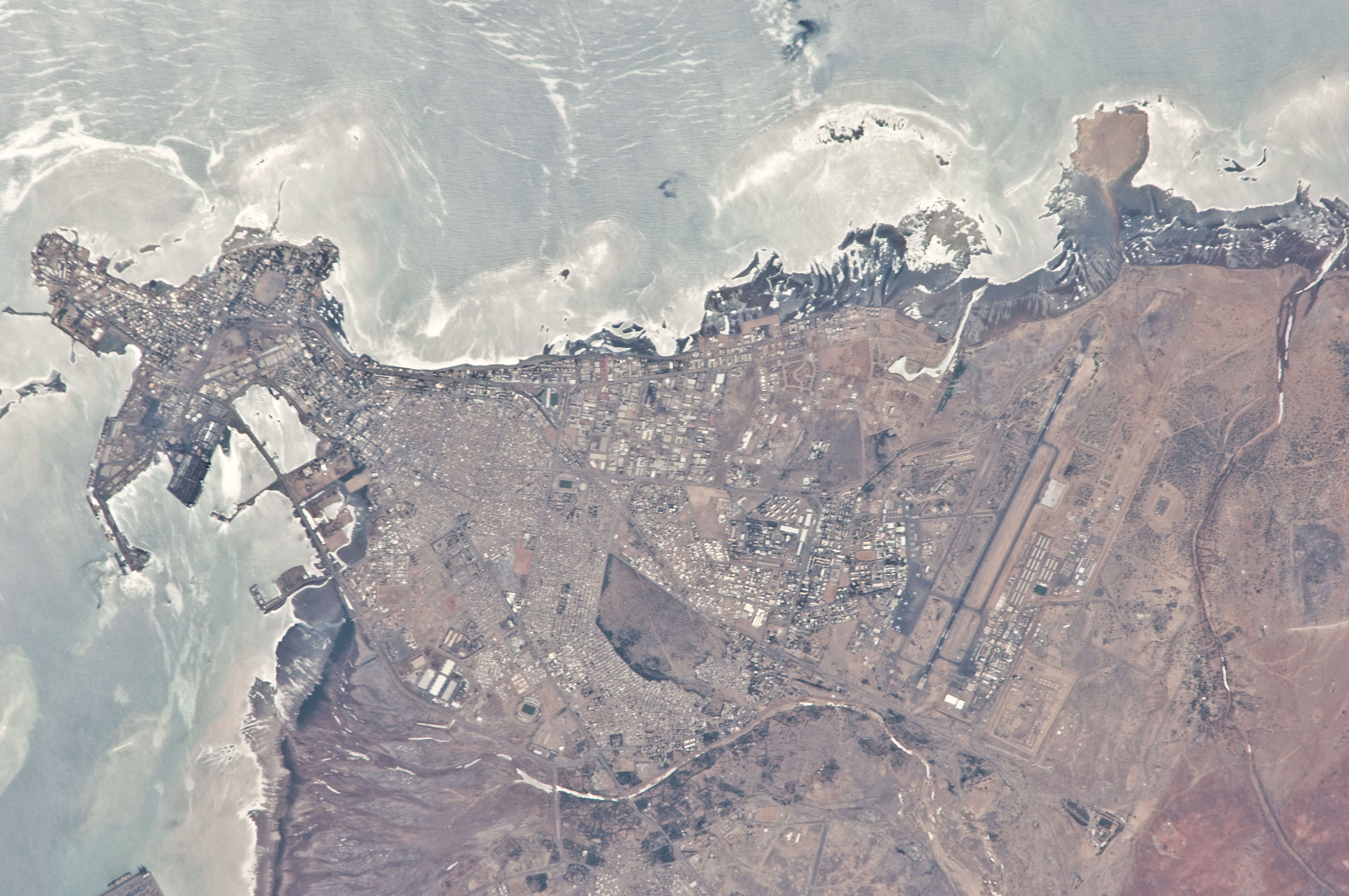
Vue satellitaire de la ville.

### Climat
Djibouti connaît un climat aride ou désertique (type BWh de la classification de Köppen). Les précipitations sont rares. Les températures moyennes mensuelles varient entre 41 °C pour le mois plus chaud et 27 °C pour le moins chaud.
| Mois                              | jan. | fév. | mars | avril | mai  | juin | jui. | août | sep. | oct. | nov. | déc. | année |
| --------------------------------- | ---- | ---- | ---- | ----- | ---- | ---- | ---- | ---- | ---- | ---- | ---- | ---- | ----- |
| Température minimale moyenne (°C) | 23   | 24   | 25   | 27    | 29   | 31   | 32   | 32   | 31   | 27   | 25   | 23   | 28    |
| Température moyenne (°C)          | 24   | 25,5 | 26,5 | 28    | 30,5 | 33,5 | 35   | 34,5 | 32   | 29,5 | 27   | 25,5 | 29,5  |
| Température maximale moyenne (°C) | 27   | 27   | 28   | 30    | 33   | 36   | 38   | 38   | 35   | 31   | 29   | 27   | 32    |

### Îles Moucha et Maskali

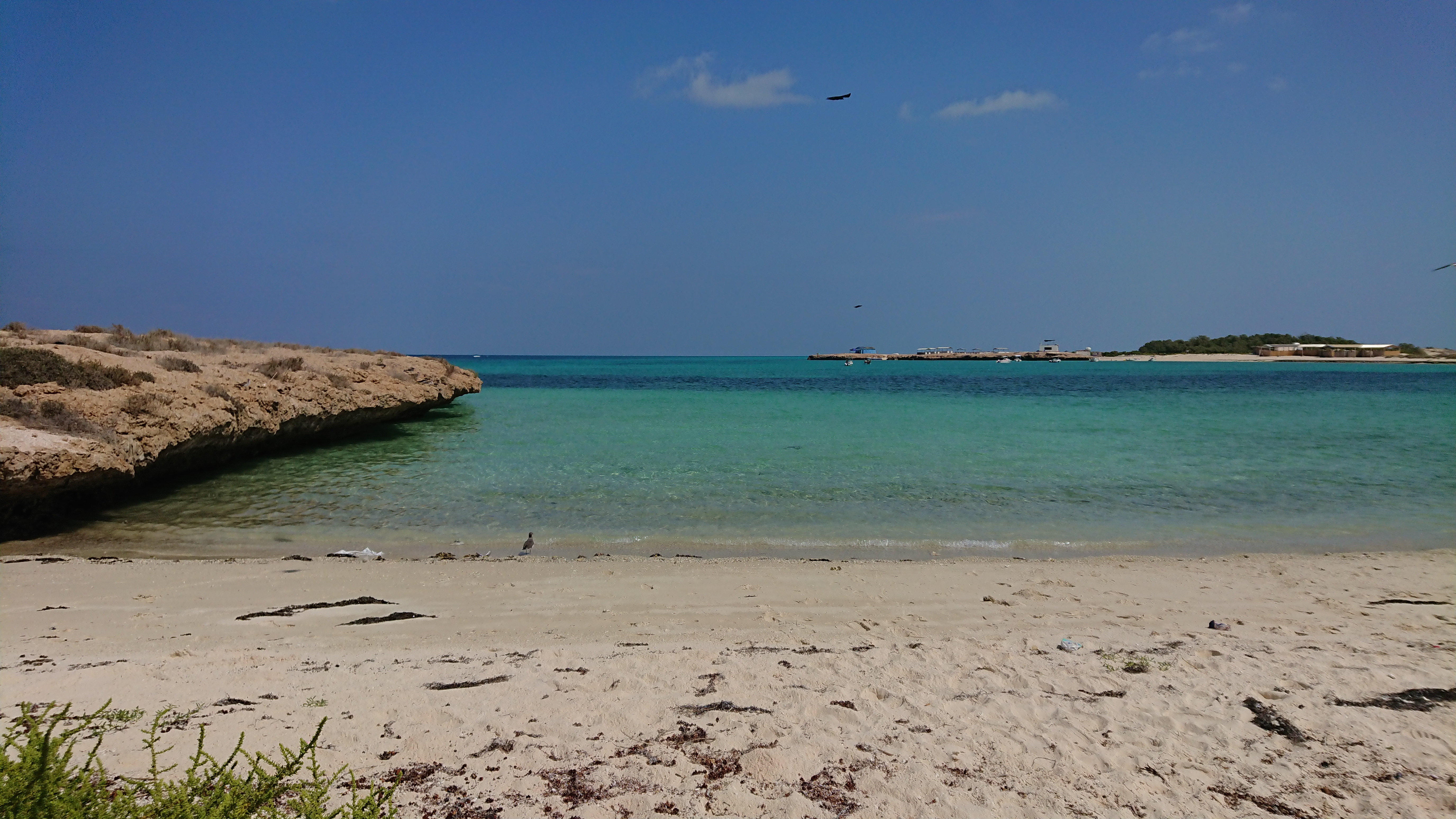
Maskali.

Les îles Moucha et Maskali se trouvent dans le golfe d'Aden, à une heure de boutre de Djibouti. Ce sont deux petites îles madréporiques constituées de mangroves de palétuviers.
Elles possèdent de riches fonds sous-marins avec de nombreuses algues multicolores, des jardins de coraux où vivent des poissons variés tels que les mérous, les carangues, les barracudas, les napoléons, des murènes, des raies pastenagues (à points bleus), des raies mantas et torpilles, des dauphins, des tortues, des requins ou encore des requins baleines…

## Démographie
Depuis 1916, l'évolution démographique de Djibouti a été :
| 1916   | 1930   | 1940   | 1950   | 1960   | 1965   |
| ------ | ------ | ------ | ------ | ------ | ------ |
| 17 981 | 22 046 | 27 987 | 35 564 | 39 962 | 50 071 |

| 1970   | 1977    | 1982    | 1987    | 1992    | 1999    |
| ------ | ------- | ------- | ------- | ------- | ------- |
| 70 100 | 110 248 | 149 316 | 230 891 | 279 912 | 312 447 |

| 2003    | 2005    | 2012    | 2015    | 2018    | - |
| ------- | ------- | ------- | ------- | ------- | - |
| 379 353 | 452 447 | 496 013 | 529 000 | 603 900 | - |

| Histogramme de l'évolution démographique de Djibouti |         |
| \| 1916 \| 17 981 \| \| 1930 \| 22 046 \| \| 1940 \| 27 987 \| \| 1950 \| 35 564 \| \| 1960 \| 39 962 \| \| 1965 \| 50 071 \| \| 1970 \| 70 100 \| \| 1977 \| 110 248 \| \| 1982 \| 149 316 \| \| 1987 \| 230 891 \| \| 1992 \| 279 912 \| \| 1999 \| 312 447 \| \| 2003 \| 379 353 \| \| 2005 \| 452 447 \| \| 2012 \| 496 013 \| \| 2015 \| 529 000 \| \| 2018 \| 603 900 \| |         |
| 1916 | 17 981  |
| 1930 | 22 046  |
| 1940 | 27 987  |
| 1950 | 35 564  |
| 1960 | 39 962  |
| 1965 | 50 071  |
| 1970 | 70 100  |
| 1977 | 110 248 |
| 1982 | 149 316 |
| 1987 | 230 891 |
| 1992 | 279 912 |
| 1999 | 312 447 |
| 2003 | 379 353 |
| 2005 | 452 447 |
| 2012 | 496 013 |
| 2015 | 529 000 |
| 2018 | 603 900 |

## Administration
La ville de Djibouti comprend trois communes :
- la commune de Ras-Dika dont le territoire correspond au 6e arrondissement ;
- la commune de Boulaos regroupe les 1er, 2e et 3e arrondissements ;
- la commune de Balbala regroupe les 4e et 5e arrondissements[8].

## Économie

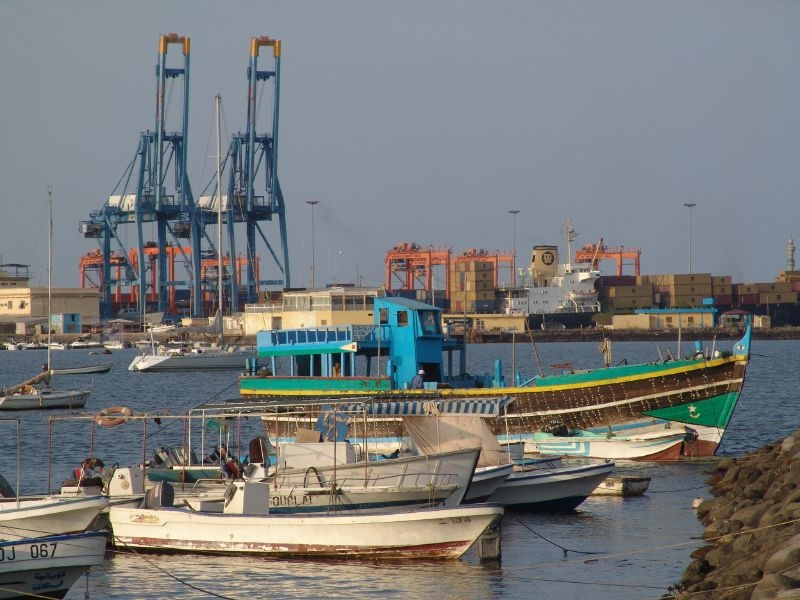
Port de Djibouti.

Sur cette péninsule s'est développé le port autonome international de Djibouti (PAID), étendu ensuite à Doraleh, seul port de conteneurs de la région. Toutes les marchandises destinées aux pays limitrophes y transitent. Cette activité commerciale a propulsé la capitale djiboutienne au rang de premier port du Nord-Est africain et a renforcé sa position géostratégique.

## Transports
La route transafricaine 6 N'Djamena-Djibouti passe par Djibouti.
La ville est reliée par le transport aérien avec l’aéroport international Ambouli.

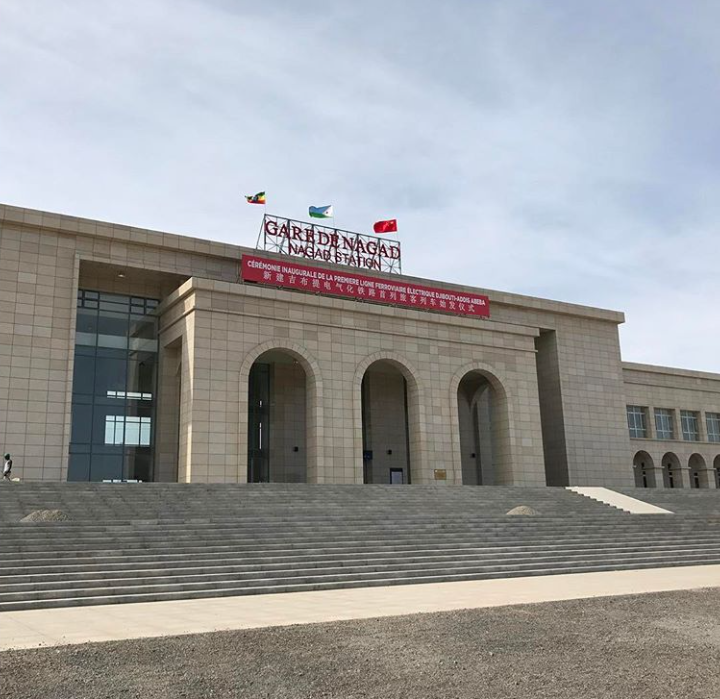
Gare de Nagad.

La gare de Nagad est située sur la ligne d'Addis-Abeba à Djibouti permettant de rallier Addis-Abeba, la capitale de l'Éthiopie.

## Culture
Les archives nationales & bibliothèque nationale de Djibouti.

## Éducation

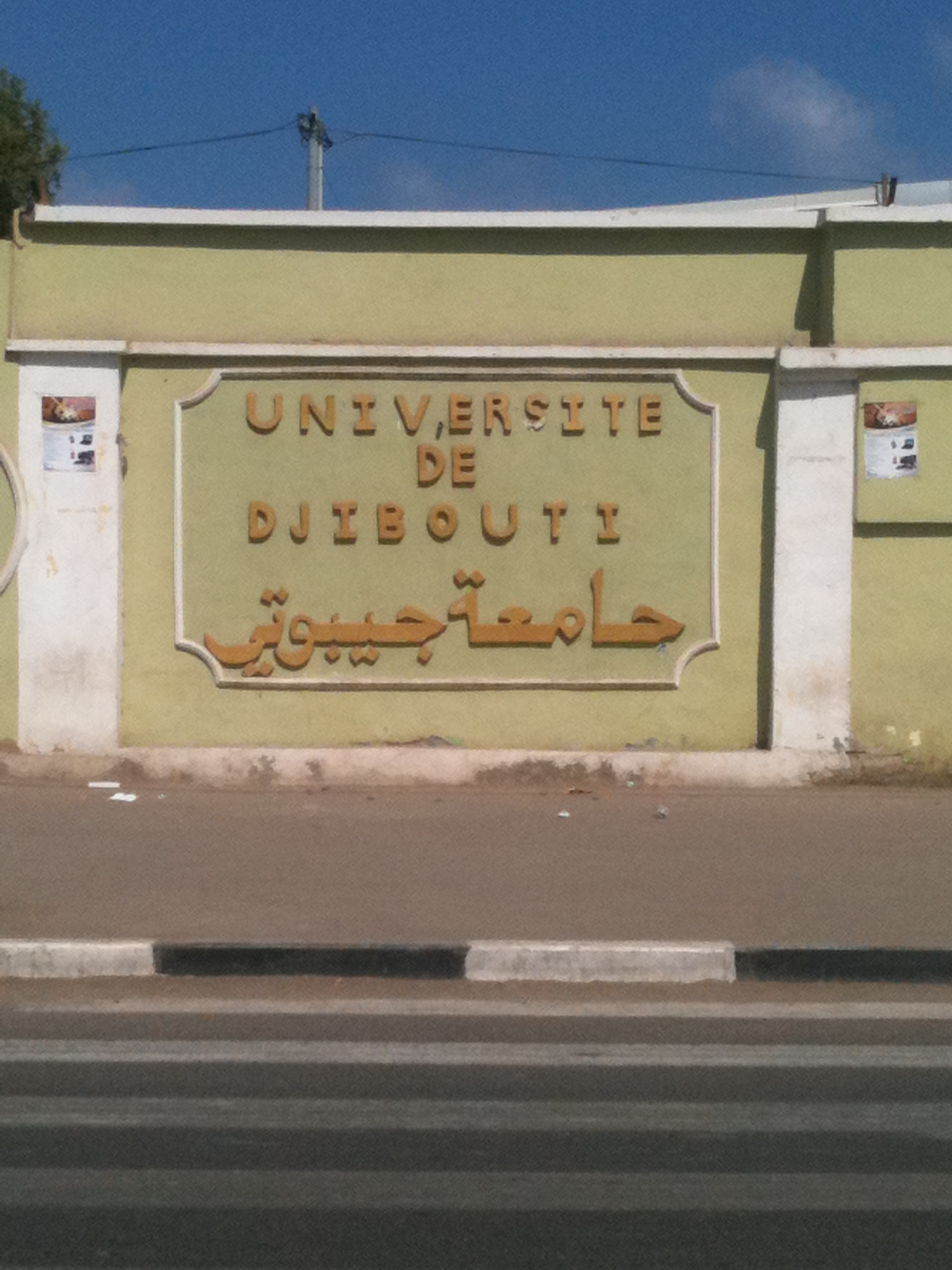
Université de Djibouti

L'enseignement public djiboutien est principalement francophone, avec une filière arabophone parallèle. Il aboutissait au baccalauréat français délivré par l'académie de Bordeaux jusqu'en 2014. Depuis 2015, c'est un diplôme national djiboutien. La présence éducative française reste importante à Djibouti, avec plusieurs établissements gérés par des Français :
- l'école primaire Françoise-Dolto ;
- le collège catholique de La Nativité, sur le plateau du Serpent ;
- le lycée Joseph-Kessel (collège et lycée), qui prépare au baccalauréat français.

L'université de Djibouti est fondée en 2006. Un nouveau complexe universitaire situé dans la commune de Balbala (campus de Balbala) est inauguré en octobre 2016 par le Président de la république Ismaïl Omar Guelleh.
Les sœurs missionnaires franciscaines de Notre-Dame s'occupent de l'orphelinat de la Mission catholique de Djibouti et gèrent le collège de La Nativité. Le corps enseignant français, recruté sur la base du volontariat international, est d'un niveau similaire à celui de la France. Le collège accueille des élèves djiboutiens et d'autres origines.

## Religion
Plusieurs religions sont pratiquées à Djibouti. Les musulmans sunnites représentent plus de 90% de la population. Les chrétiens représentent moins de 3% de la population.

### Lieux de culte
Parmi les lieux de culte, il y a principalement des mosquées musulmanes.
Il y a aussi des églises et des temples chrétiens : Église orthodoxe éthiopienne, Église catholique (diocèse de Djibouti), Églises protestantes, Églises évangéliques.

## Djibouti dans la littérature
- Denis Langlois, L'Aboyeuse de Djibouti, Éditions Acoria, 2001, 190 p.
- Pierre Deram, Djibouti, Paris, Libella, 2015, 114 p.
- Abdourahman Waberi, Balbala, Paris, Serpent à plumes, 1998 (rééd. Gallimard, Folio, 2002, 187 p.)